# Hebella striata
Hebella striata är en nässeldjursart som beskrevs av George James Allman 1888. Hebella striata ingår i släktet Hebella och familjen Hebellidae. Inga underarter finns listade i Catalogue of Life.